# Хоризонти
Хоризонти у педологији сврставају се у склопу унутрашње морфологије земљишта. Још није дефинитивно усвојен јединствен систем означавања хоризоната. Главни хоризонти се код нас означавају са великим словима абецеде, а подхоризонти малим словима абедеце. Главних хоризоната је 12.
Хоризонти су:
- O - органски површински хоризонт
- (A) - иницијални, слабо развијени хоризонт
- A - акумулативни хумусни хоризонт
- E - елувијални хоризонт
- B - илувијални хоризонт
- (B) - камбични хоризонт
- C - растресити део матичног супстрата
- R - чврста стена
- G - глејни хоризонт
- g - псеудоглејни хоризонт
- T - тресетни хоризонт
- P - хоризонт настао обрадом